# Susan Greenfield
Pour les articles homonymes, voir Greenfield.
Susan Adele Greenfield, née le 1er octobre 1950, est une scientifique et écrivaine britannique. Elle est membre de la Chambre des lords, sans affiliation politique. 

## Biographie
Au cours de sa carrière, elle mène des recherches sur le traitement de la maladie de Parkinson et la maladie d'Alzheimer. Elle travaille également sur les neurosciences de la conscience et l'impact de la technologie sur le cerveau.
Elle est chancelière de l'université Heriot-Watt à Édimbourg entre 2005 et 2013. De 1998 à 2010, elle est directrice de la Royal Institution. En septembre 2013, elle co-fonde l'entreprise de biotechnologie Neuro-bio Ltd,.
Elle est faite commandeur de l'ordre de l'Empire britannique (CBE) en 2000 et chevalier de la Légion d'honneur en 2003.